# 7988 Пукакко
7988 Пукакко (7988 Pucacco, 1981 EX30) — астероїд головного поясу, відкритий 2 березня 1981 року.
Тіссеранів параметр щодо Юпітера — 3,518.